# Convention de Palerme
La Convention des Nations unies contre la criminalité transnationale organisée, dite convention de Palerme est une convention des Nations unies organisée et signée en décembre 2000 à Palerme, en hommage au juge Giovanni Falcone. Elle constitue le premier instrument de droit pénal destiné à lutter contre les phénomènes de criminalité transnationale organisée. Elle établit un cadre universel pour la mise en œuvre d’une coopération policière et judiciaire internationale permettant d’améliorer la prévention et la répression des phénomènes de criminalité organisée.
La convention est complétée par trois protocoles additionnels relatifs à la traite des personnes, au trafic illicite de migrants, au blanchiment d'argent et à la fabrication et au trafic illicites d’armes à feu.
La convention est entrée en vigueur le 29 septembre 2003. En effet, en application de son article 38, la convention ne devait entrer en vigueur qu’au 90e jour suivant le dépôt du 40e instrument de ratification. Au 6 octobre 2008, la convention de Palerme, dite aussi Convention CTO, comptait 147 États parties.

## Apports de la convention

### Mise en place d'un cadre universel
À la différence des textes existants qui visent des activités délictueuses spécifiques telles que le trafic de stupéfiants ou le blanchiment, la convention de Palerme appréhende la criminalité transnationale organisée de manière globale, dans l'ensemble de ses activités délictueuses.
Elle amorce un rapprochement des législations pénales nationales en établissant les incriminations à caractère universel de participation au groupe criminel organisé, blanchiment des produits du crime, corruption et entrave au bon fonctionnement de la justice et définit pour la première fois les concepts essentiels d’infraction grave et de transnationalité de l’infraction. Ainsi, la convention entend lutter contre le premier avantage des groupes criminels transnationaux : l'incohérence des législations nationales.

### Définition de la criminalité transnationale
La convention vise à permettre aux États signataires de coopérer efficacement dans ce domaine en harmonisant les définitions des infractions dans les différents systèmes juridiques nationaux.
À ce titre, l'article 2 de la convention comporte une série de définitions, notamment celle de groupe criminel organisé, désignant "un groupe structuré de trois personnes ou plus existant depuis un certain temps et agissant de concert dans le but de commettre une ou plusieurs infractions graves ou infractions établies conformément à la présente convention, pour en tirer, directement ou indirectement, un avantage financier ou un autre avantage matériel".
Cette définition permet de dissocier l'activité de groupes de type mafieux et celle relevant de groupes terroristes, qui relèvent d'autres instruments internationaux spécifiques, en particulier la convention des Nations unies contre le financement du terrorisme. Un groupe terroriste peut cependant voir ses activités couvertes par la convention dès lors qu'il se livre à des trafics illicites en vue de financer leurs activités ou des actes de terrorisme.
L'article 3 de la convention définit le caractère transnational des infractions. Son champ est large puisque sont couvertes tant les infractions commises dans plus d'un État que celles commises dans un seul État lorsqu'elles ont été préparées, ou planifiées, conduites ou contrôlées dans un autre État, mais aussi celles qui ont produit un effet substantiel dans un autre État, ou impliquant un groupe criminel qui se livre à des activités illicites dans un autre État.

### Définition universelle de certaines infractions
L'objet premier de la convention est de garantir que chaque État disposera dans son droit pénal des moyens de réprimer les principales infractions de nature transnationale impliquant un groupe criminel organisé. Ces infractions principales font l'objet d'une définition précise afin de faciliter les poursuites :
- la participation à un groupe criminel organisé (article 5) ;
- le blanchiment du produit du crime (article 6) ;
- la corruption active ou passive des agents publics nationaux (article 7) ;
- l'entrave au bon fonctionnement de la justice (article 23).

Pour ces quatre catégories d'infractions, les États doivent également prévoir les conditions de mise en œuvre de la responsabilité des personnes morales (article 10).

## Protocoles additionnels à la convention
La convention contenait initialement deux protocoles additionnels. Un troisième protocole a été ajouté par résolution 55/255 de l’Assemblée générale des Nations unies du 31 mai 2001.
Le premier protocole est relatif à la traite des personnes, en particulier des femmes et des enfants. Il prévoit des mesures strictes destinées à combattre la traite des êtres humains en les protégeant contre l’esclavage, l’exploitation sexuelle et le travail clandestin.
Le deuxième porte sur le trafic illicite des migrants.
Les deux protocoles prévoient des mesures rigoureuses. Il prévoit des mesures d’assistance juridique et matérielle aux victimes. Les États doivent veiller non seulement à ce que soit assurée l’information sur les procédures judiciaires et administratives, mais aussi à ce que des mesures soient prises pour assurer le rétablissement physique et psychiques des victimes.
Le troisième protocole, ajouté en 2001, concerne la fabrication et le trafic illicites d’armes à feu, de leurs pièces, éléments et munitions. Outre un important effort de définition des faits et des infractions commises, le protocole met l'accent sur l'harmonisation des incriminations pénales (article 5) et le développement de la prévention du trafic d'armes (Partie II), notamment par l'échange d'information et la coopération, le marquage des armes ou encore la mise en place d'un système de licence (articles 7, 8 et 10).